# Antonio Gorostegui
Antonio Gorostegui Ceballos (Santander, 1º aprile 1954) è un ex velista spagnolo.

## Palmarès
- Giochi olimpici

Montreal 1976: argento nella classe 470.